# 魚介類

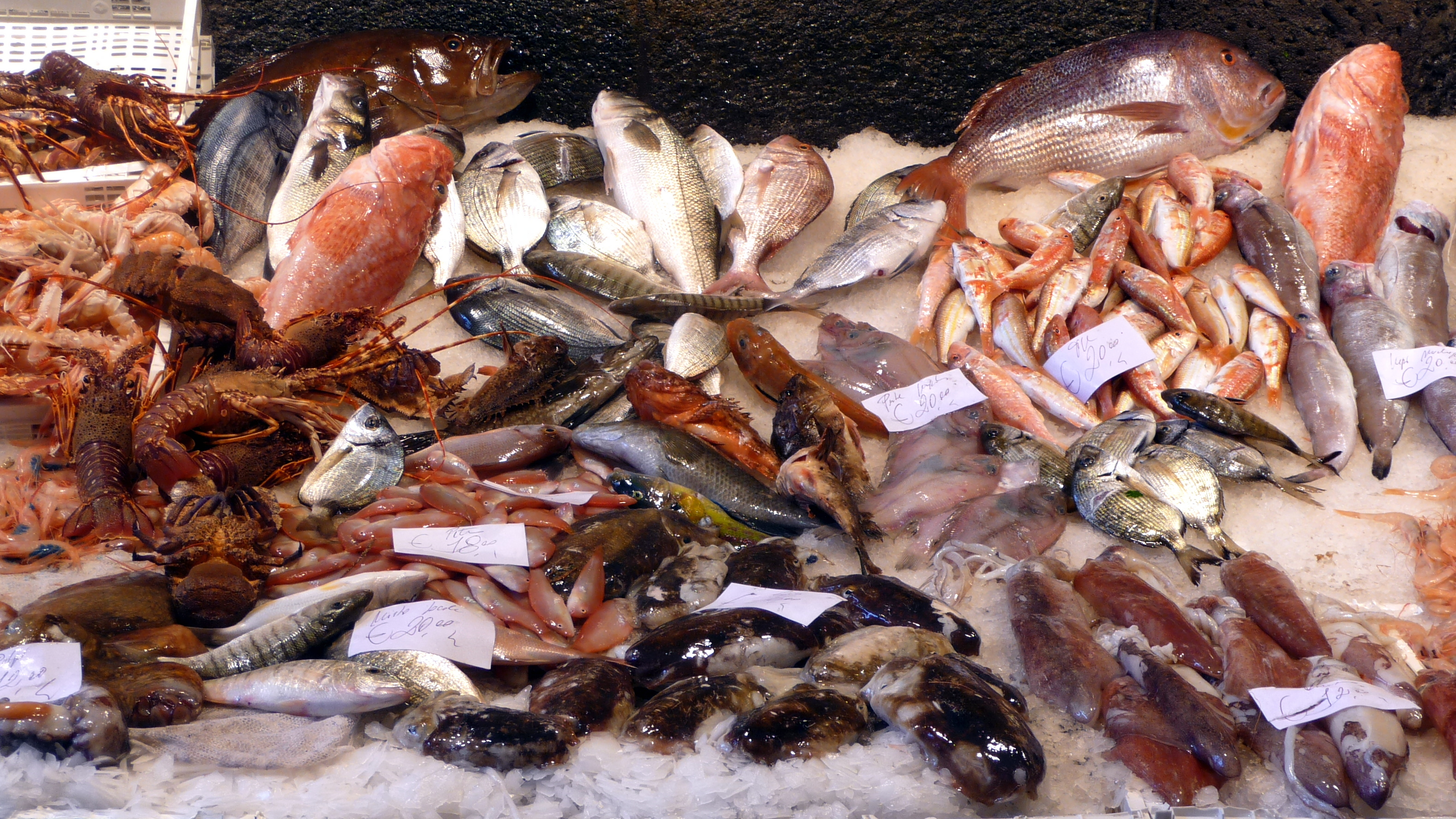
様々な魚介類

魚介類（ぎょかいるい、英: fish and shellfish）は、魚や貝など水産動物の総称。魚類、貝類、イカ、タコ、エビ、カニ、ナマコなどの総称である。統計上は干物やねり製品などの加工品を含む場合がある。なお、「魚貝類」と表記して魚類と貝類だけを指して用いることがある（後述）。

## 語義

### 魚介類と魚貝類
「魚介類」の「介」は鎧をつけた人の形象であり、硬い甲羅を持つ貝、エビ、カニに使われるようになったが、「魚介」ではイカ、タコ、ウニといった海藻以外の水産物が含まれるようになっている。なお、統計上は、魚介類に生鮮魚介のほか、塩干魚介、魚肉練製品及び他の魚介加工品を含める場合がある。
一方、国立研究開発法人水産研究・教育機構の「FRA NEWS vol.54」では「魚貝類」と表記する場合は「魚と貝だけをさす言葉」としている。ただし、漢字の『広辞苑』第6版では魚貝類も、魚介類の項に示されている。NHKの『ことばのハンドブック』では魚と貝を意味したい時に魚貝類（ぎょばいるい）と使い分けることも考えられるが、一般にそのような使い分けは通じないだろうとしている。

### 水産物
「水産物」は海藻類を含む概念であり「魚介類」よりも意味が広い。
農林水産省の告示した生鮮食品品質基準の用語の定義においては、生鮮食品中の水産物について次の分類が書かれている。
1. 魚類
2. 貝類
3. 水産動物類（甲殻類、かめなど）
4. 海産ほ乳類（鯨など）
5. 海藻類

水産物中では、海産のものに限って海産物（かいさんぶつ）とし、湖沼産や河川産のものを淡水産物（たんすいさんぶつ）と区別することがある。養殖された水産物を養殖水産物と称し、それ以外の水産物を天然水産物として区別することがある。
水産物は、生鮮食品についていう場合が多いが、加工した後の物品も、水産加工物、あるいは加工水産物と称することがある。

### シーフード
シーフード（英語: seafood）は、「淡水または海水環境で漁獲または養殖された動物、植物、および藻類」と定義される。Encyclopaedia Britannicaでは水性の食物のことであり、淡水および海洋の動物を含み、哺乳類を含まないとしている。淡水性も塩水性も含むのは、英語の「sea」に「大きな湖」という意味が含有される場合があるためである。

#### サステイナブル・シーフード
乱獲や環境破壊により、自然界での生息数を大きく減らしている魚介類も多い。養殖や、漁獲制限を設けるなど持続可能な（サステイナブル）漁業により調達された魚介類を「サステイナブル・シーフード」と呼ぶ。

## 特性

国際連合食糧農業機関の調査結果をもとに作成された「全世界の水産物生産量推移。青が天然の水産物、緑が養殖の水産物」。縦軸の単位は、100万トン

天候などによる漁獲量の変化
生産量（漁獲量）は天候などの短期的な気象条件だけでなく、海流変化や水温変化などの影響を受ける。
品質が不均一
同じ場所で漁獲された同じ種類の魚でも、魚体の大小、色、脂の乗りなどに個体差がある。養殖魚でも同じ環境で同じ餌を与えていても成長に個体差がある。また、漁獲時に魚が暴れたり漁獲後に氷が不足していたといった要因で身質が悪くなる場合があるなど、漁獲前と漁獲後の要因で品質にばらつきが出る特性を持つ。
魚種の数
漁獲量の8割に占める魚種の数は、日本では16魚種、高緯度地域のアイスランドでは5魚種、ノルウェーでは8魚種、低緯度地域のインドネシアでは43種と幅がある。

## 栄養
魚介類（や水産物）という用語は広い範囲を指す総称や分類名であるので、それ全てに共通の性質を言うことは難しいとは言えるが、以下のような特徴があるとは言える。
タンパク質
魚介類は動物性食品なので、一般論として言えば、タンパク質を豊富に含む。しかも、マグロ赤身やサンマのタンパク質は、牛肉や豚肉と比較して、人の体で利用される率が高く、その意味で良質なたんぱく質である。
カルシウム
魚介類に含まれる小魚（こざかな）類には、カルシウムが豊富である。「水産物」に含まれる、ひじきやワカメにはカルシウムが豊富に含まれている。コレステロール値が高い傾向にある人にとっては、（摂るとコレステロール値が高くなってしまいがちな牛乳やチーズではなくて）ひじきやワカメのほうを意識的に選んで摂る、というのは良い方法である。
タウリン
魚介類（水産物）にはタウリンを含むものが多数ある。特にノリ、タコ、イカ、カキなどにはタウリンが豊富に含まれており、タウリン補給の手段として適している。タウリンは血圧の改善、血栓や心筋梗塞の予防、悪玉コレステロールの減少（LDL）と善玉コレステロール（HDL）の増加、血液中の中性脂肪値の改善、脳の発達の増進　等々に役立つ。
EPAとDHA
イワシ、サバ、サンマなど青魚（あおざかな）類にはEPA（エイコサペンタエン酸）が豊富である。このEPAというのは、ほぼ魚介類（水産物）でしか摂れない、健康に有用な栄養素である。EPAは、悪玉コレステロール（HDL）の酸化を抑制する。またEPAには冠動脈疾患を（統計的に見て有意に）予防する効果がある、などいくつもの効果が、既に疫学的調査によって明らかにされている。EPA摂取には、青魚類を直接食べてEPAを摂る方法が基本である。（食品の話からやや離れ、医薬品の話にもなるが、EPAはすでに疫学的調査によってその医学的効果が証明されたので医薬品として医師によって処方されるようになっている。日本では近年、イワシからEPAを抽出して高純度のカプセル剤にする医薬品工場が茨城県鹿嶋市に出来た。
青魚にはまたDHA（ドコサヘキサエン酸）が豊富に含まれている。このDHAは、血中コレステロールや血中の中性脂肪値を下げる機能がある、とされており、心臓病のリスクを低減させる。また学習能力の向上や、脳の機能の改善とも関連があると見られており、研究が進行中である。
魚介類100g中の主な脂肪酸については魚介類の脂肪酸を参照のこと。

## 安全性とリスク
魚介類は、成人期以降の主な食物アレルギーの原因に入っており、そのうち特定原材料として表示が定められた7品目には「えび」「かに」が入っている。
魚介類は上述のように、健康に役立つ様々な成分が含まれていることが栄養学的にも医学的にも明らかになっている。だが、
数多ある食物の中で健康被害へのリスクが最も高いのも魚介類である。魚介類を汚染している有害な要素は大まかに分けると3つになる。
- 工業毒
- 生物毒
- 病原性微生物・寄生虫

工業毒
1960年代～1970年代には、工業廃水によって魚介類が汚染される公害が各地で起きた。工場から海や川に排出された工業廃水に含まれるメチル水銀が蓄積された魚介類を人が摂取したことにより中枢神経（≒脳）が侵され深刻な障害が発生したのが水俣病である。最近は魚介類（広義には水産物）に含まれるダイオキシン類や水銀（メチル水銀）が問題になっており、妊婦に対して、魚介類の摂取量や回数を制限するようにとの勧告をしている。最近では農林水産省は魚介類の体中ダイオキシン類濃度を発表している。また、地中海のマグロの体中ダイオキシン類濃度が高いので健康影響が懸念されている。マグロなど食物連鎖の上位に位置する大型の魚には水銀が累積されており（＝生物濃縮）、胎児に影響があるとして厚生労働省が（妊娠中や妊娠予定の女性に対しては）魚介類の摂取量や回数を制限するようにとの勧告をしている。
生物毒
貝の一部に「貝毒」と言って毒素を持つ藻類の毒を蓄積するものがある。直接貝類を食す以外にも、ハタなどの貝を餌とする魚を食べて貝毒に当たる場合がある。
フグは一般に内臓にテトロドトキシンを持っている。
病原性微生物・寄生虫
魚介類に含まれる細菌は冷蔵庫の温度では活動を抑えることができないため、食肉に比べ劣化しやすく食中毒のリスクが高い。例えば、サバ属の魚は冷蔵不十分な状態にあるとヒスタミン産生菌が増殖しヒスタミン中毒を起こす場合がある。貝類はその食生から細菌やウイルスを吸着しやすく、コレラや腸チフスの感染源となる場合がある。
魚介類を宿主とする寄生虫で人体に有害なものはアニサキスやサナダムシなど50種以上存在する。寄生虫は加熱や冷凍に弱いため、60℃以上の加熱調理するか、-35℃で15時間もしくは-27℃で7日間冷凍すれば完全に死滅する。同様の加熱調理で細菌も死滅させることができるが、ヒスタミン中毒のように調理以前に細菌が出した化学物質自体は加熱調理では除けない場合もある。